# Рібоп'єр

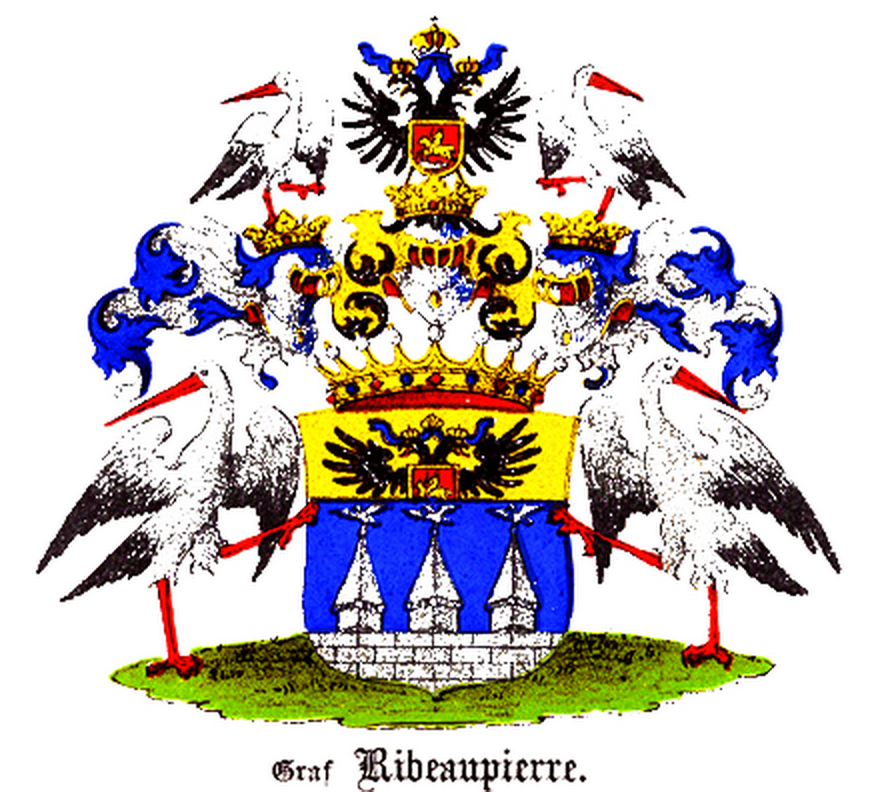
Герб Рібоп'єр

Рібоп'є́р — графський рід, що походить з кантону  Ваадт в  Швейцарії. Рід відомий з XI — XII століть.  Іван Степанович Рібоп'єр виїхав до  Росії в XVIII столітті, був вбитий, в чині бригадира, при штурмі Ізмаїла (1790 року). Його син  Олександр, обер-камергер, член  державної ради.  Графський титул дарований в 1856 році імператором  Олександром II.